# Patricia Rashbrook
Le docteur Patricia Rashbrook, connue également sous le nom de Patti Farrant (née en 1944), est la femme la plus âgée à avoir accouché au Royaume-Uni .
Le 4 mai 2006, on avait fait savoir qu'elle était enceinte, à la suite d'un traitement par FIV. Le 8 juillet, à l'âge de 62 ans, elle a accouché par césarienne à l'hôpital du comté de Sussex à Brighton. Le bébé était en bonne santé et pesait à peu près 3,5 kg, il a reçu les prénoms de Jay Jay. L'enfant était le premier de son mari, John, mais elle en avait déjà eu deux d'un précédent mariage. Patricia Rashbrook est psychiatre, spécialiste des enfants, et certaines critiques ont été formulées contre elle pour avoir choisi de devenir enceinte à un âge si avancé. Elle prétend avoir toujours agi en tenant le plus grand compte des intérêts de l'enfant. Elle avait été traitée par un expert italien de la fécondité, le très controversé docteur Severino Antinori.

## Sources
- Une femme britannique accouche à 62 ans sur CNN online. Information du 8 juillet 2006.

- (en) Cet article est partiellement ou en totalité issu de l’article de Wikipédia en anglais intitulé « Patricia Rashbrook » (voir la liste des auteurs).